# Pieczęć stanowa Nowego Jorku

Pieczęć stanowa Nowego Jorku

W herbie jest krajobraz z rzeką Hudson, która stanowi swoisty symbol narodowy stanu, gdyż jest ważną drogą, która przyczyniła się do rozwoju gospodarczego i bogactwa tego rejonu. Wschodzące słońce symbolizuje pomyślną przyszłość. Tarczę podtrzymują boginie wolności (w czapce frygijskiej) i sprawiedliwości (z wagą).
Napis głosi: Wielka Pieczęć Stanu Nowy Jork
Ponadto w pieczęci widnieje oficjalne stanowe motto: "Excelsior". Ten łaciński zwrot znaczy "coraz wyżej".

## Herb Nowego Jorku

Herb stanu Nowy Jork

Herb stanu Nowy Jork został formalnie przyjęty w 1778 roku, a pojawia się jako element flagi i pieczęci .
Środkowa tarcza przedstawia żaglowiec i slup na rzece Hudson (symbole handlu śródlądowego i zagranicznego) graniczy z trawiastym brzegiem i pasmem górskim ze wschodzącym słońcem. 
Sztandar pod tarczą przedstawia motto Excelsior, łacińskie słowo oznaczające „wyższy”, „władczy”, powszechnie tłumaczone jako „Zawsze w górę”.
Tarcza jest zwieńczona klejnotem w postaci orła górującego nad globem świata .
Flaga Nowego Jorku to herb na jednolitym niebieskim tle.